# Genau jetzt
Genau jetzt ist ein Lied der deutschen Popsängerin Nena aus dem Jahr 2015.

## Entstehung und Veröffentlichung
Das Lied wurde von der Interpretin selbst, zusammen mit den Koautoren Samy Sorge (Samy Deluxe), Jan van der Toorn (Dr. Zorn) und Derek von Krogh, geschrieben. Die Koautoren zeichneten zudem auch für die Produktion verantwortlich.
Die Erstveröffentlichung von Genau jetzt erfolgte am 27. Februar 2015 als Teil von Nenas zwölften Solo-Studioalbum Oldschool bei Laugh + Peas (Katalognummer: 88875 06443 2). Am 8. April 2016 erschien das Lied als dritte Singleauskopplung aus dem Album. Diese erschien als digital zum Download und als Streaming sowie als 3″-CD-Maxi-Single mit fünf verschiedenen Versionen des Liedes, zudem enthält es Liveversionen zu Liebe ist und Magie als B-Seite (Katalognummer: 88985 31860 2).

## Inhalt
„Vielleicht ist es zu früh.

Vielleicht ist es zu spät.

Vielleicht ist es genau jetzt.

Genau jetzt.“

## Musikvideo
Das dazugehörige Musikvideo, indem neben Nenas Tochter Larissa Kerner auch ihre Mutter Ursula als Tochter und Mutter mitspielen, entstand unter der Regie von Vitali Gelwich. Es wurde im April 2016 veröffentlicht und zählte bis Oktober 2024 über 4,2 Millionen Aufrufe.

## Chartplatzierungen
| ChartsChartplatzierungen | Höchstplatzierung | Wochen |
| ------------------------ | ----------------- | ------ |
| Deutschland (GfK)        | 27 (2 Wo.)        | 2      |
| Österreich (Ö3)          | 51 (1 Wo.)        | 1      |
| Schweiz (IFPI)           | 50 (1 Wo.)        | 1      |